# جيرالد هونيكات
جيرالد هونيكات (بالإنجليزية: Jerald Honeycutt)‏ مواليد 20 أكتوبر 1974 في شريفبورت، هو لاعب كرة سلة أمريكي سابق. بدأ مسيرته الاحترافية في سنة 1997. تم اختياره من قبل فريق ميلووكي باكز خلال الدرافت. حمل الرقم 25. يبلغ طوله 6 قدم 9 بوصة (2.1 م). اعتزل اللعب في 2013.

## روابط خارجية
- جيرالد هونيكات على موقع إن بي أي (الإنجليزية)
- جيرالد هونيكات على موقع سبورتس رفرنس (الإنجليزية)
- جيرالد هونيكات على موقع كرة السلة الأوروبية.كوم (الإنجليزية)
- جيرالد هونيكات على موقع كلية كرة السلة في سبورتس رفرنس.كوم (الإنجليزية)
- جيرالد هونيكات على موقع ريلجم (الإنجليزية)
- جيرالد هونيكات على موقع بروبوليرز (الإنجليزية)
- جيرالد هونيكات على موقع سبورتس رفرنس (الإنجليزية)